# Parakatianna albirubrafrons
Parakatianna albirubrafrons är en urinsektsart. Parakatianna albirubrafrons ingår i släktet Parakatianna och familjen Katiannidae.

## Underarter
Arten delas in i följande underarter:
- P. a. albirubrafrons
- P. a. niveanota